# Kinmundy (Illinois)
Kinmundy je grad u američkoj saveznoj državi Ilinois. Prema popisu stanovništva iz 2010. u njemu je živjelo 796 stanovnika.